# Wernigerode

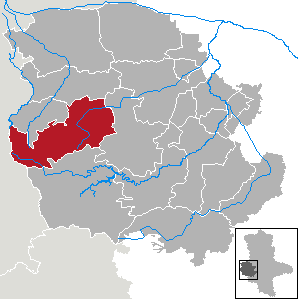
poloha Wernigerode v zemském okresu Harz

Wernigerode je město v zemském okresu Harz (spolková země Sasko-Anhaltsko). Podle Hermana Lönse je také označováno jako pestré město Harzu.

## Geografie

### Zeměpisná poloha

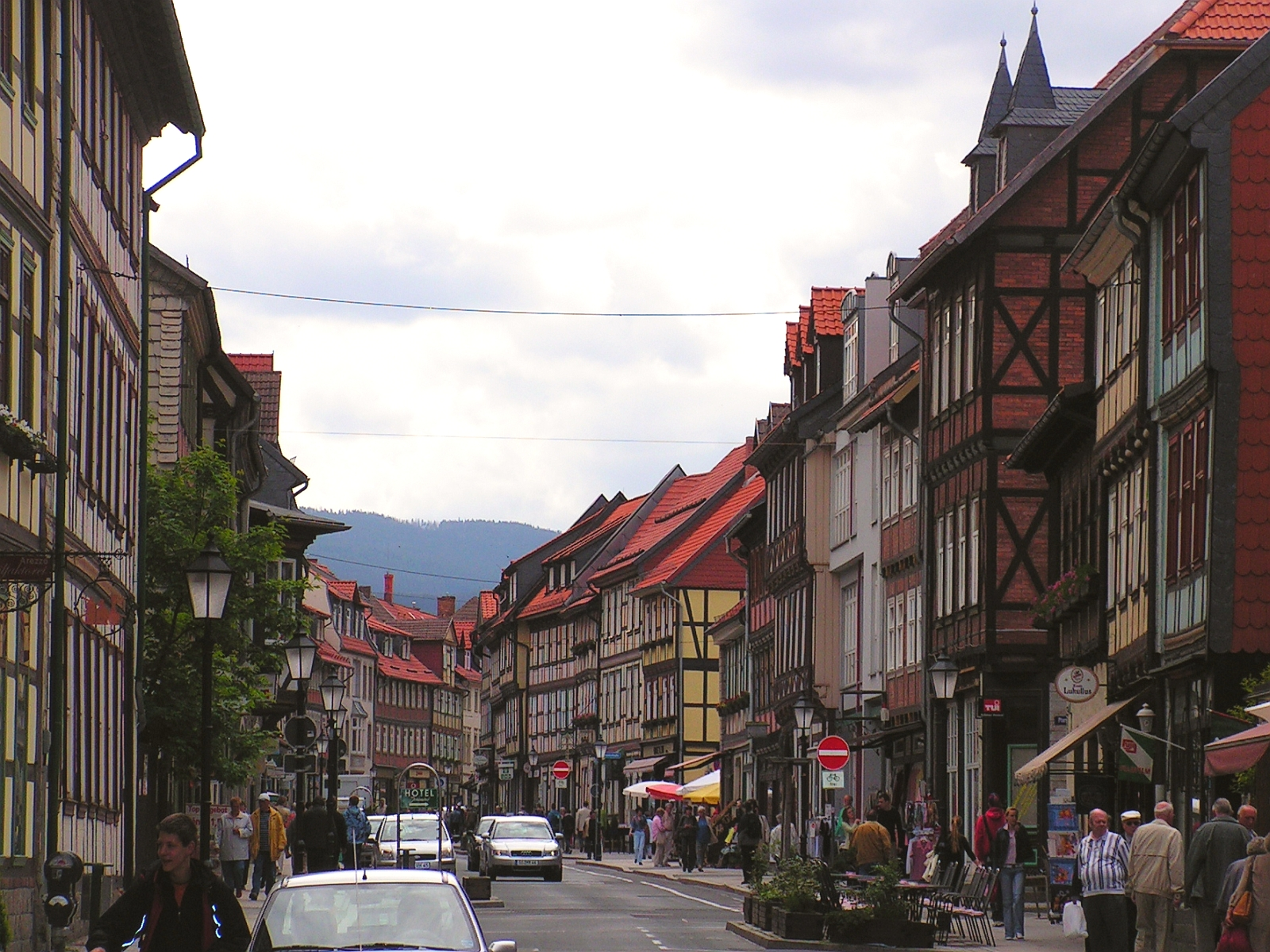
Wernigerode-Altstadt

Město leží v cca 250 metrech n. m. na severovýchodním okraji Harzu, na úpatí nejvyšší hory Brocken, na spolkové dálnici A36 a spolkové silnici 244 a na železniční trati Halberstadt–Vienenburg, která spojuje Halle (Saale) a Hannover.
Městem protéká Holtemme, jenž poblíž Westerntores ústí do Zillierbachu, který se bezprostředně před soutokem také nazývá Flutrenne. Dále v severní části města teče přes několik rybníků Barrenbach, který se v místní části Minsleben vlévá do Holtemme. Historické jádro města se skládá ze Starého města (Altstadt) a Nového Města (Neustadt).
K správnímu území města se počítají mimo to části Hasserode, Nöschenrode, obytná oblast Stadtfeld, Burgbreite a Harzblick, jakož i místní části Benzingerode, Minsleben, Silstedt, Schierke a Reddeber. Rozloha správního území města s uvedenými místními částmi od západu na východ je 9,5 km, od severu na jih 6 km. Nejvyšší bod je Brocken s 1141 m n. m., nejnižší 215 m n. m. Město leží na německo-holandské silnici Oranier-Route.
Podél města stáhne se harzský severní okrajový zlom, na kterém se nachází rozvodí řek Wesery a Labe. Na severu srážky stékají do Wesery, na jihovýchodu, později severovýchodu, teče voda do Labe. Tato deformace prochází městskou části Hasserode. Dále na východ je doložena u města Schloßberg.

## Klima

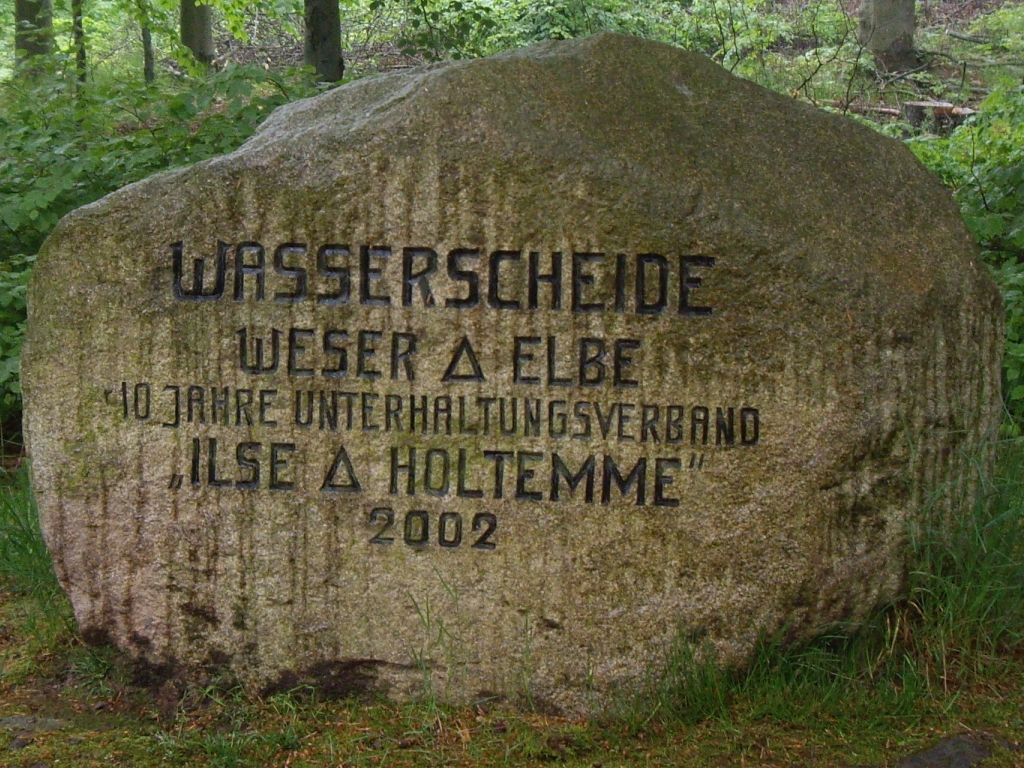
rozvodí Weser-Labe

Wernigerode se nalézá v přechodném pásmu mírného klimatu. Průměrná roční teplota je 9,5 °C, střední roční úhrn srážek je 500 milimetrů. Nejteplejší měsíce jsou červen až srpen s průměrnou teplotou 16,0 až 18,3 °C a nejchladnější prosinec až únor s 1,1 až 2,1 °C. Nejčastější srážky jsou v červenci, průměrně 54 milimetrů, nejsušší je únor s průměrnými 30 milimetry.
Podnebí, přesněji množství srážek a teplota jsou ovlivňovány stoupáním srážek přes pohoří Harz. Město je na závětrné straně Harzu v srážkovém stínu, takže je tam méně srážek než v podobných klimatických mírných oblastech bez „ochrany“ pohoří. Díky tomu příležitostně dochází ke vzniku fénu a tím dochází i k zvýšení teploty. Podle německé průmyslové normy DIN 1055 je město zařazeno v námrazové zóně 3.

## Dějiny

### Vznik města
O přesném vzniku obce není žádný písemný zdroj. Podle nejnovějších výzkumů neexistuje žádný – tak jako to přijímá Eduard Jacobs a Walther Grosse – původní vztah ke klášteru Corvey a tamějšímu opatovi Warinovi, ale spíše místní jméno odkazuje na vymýcené chráněné místo. Prvním sídlem byl Klint, kde se nacházel hrad Niederungsburg, zvaný též Schnakenburg. V roce 1805 byly zbytky tohoto hrad překryty, část z něho je ještě zachována v domu Gadenstedt (Oberpfarrkirchhof 12) z roku 1582. Za časů prvotního osídlení se na pahorku Klint nacházel ještě typický harzcký prales, který musel být vymýcen, od toho také nejspíše část názvu „-rode“ (mýtina, vyklučenina).
První písemná (listinná) zmínka pochází z roku 1121 v souvislosti se sídlem hraběte Adalberta zu Haimar, které bylo v oblasti poblíž Hildesheimu, přičemž hrabě se do budoucna nazýval „von Wernigerode“. Dne 17. dubna 1229 bylo sídlu propůjčeno goslarské městské právo. V roce 2004 oslavilo Wernigerode jubileum udělení městského práva před 775 lety.
Díky příchodu nových obyvatel z okolních vesnic ve 13. století vzniklo u severovýchodního kraje starého města nové sídliště – pozdější Neustadt, zemědělské město, které leželo vně obvodových zdí Altstadtu. V poslední třetině 13. století byl v Neustadtu vystavěn románský svatojánský chrám jako farní kostel.

### Od pozdního středověku k novověku
Po vymření hraběcího rodu „von Wernigerode“ po meči roku 1429 bylo Wernigerode sídlem hrabat „zu Stolberg“, která zde panovala po staletí. Při selské válce roku 1525 bylo několik okolních klášterů vydrancováno a částečně zničeno, zejména klášter Himmelpforten v dnešní části Hasserode. Velké utrpení místnímu obyvatelstvu přineslo drancování za třicetileté války a požáry.

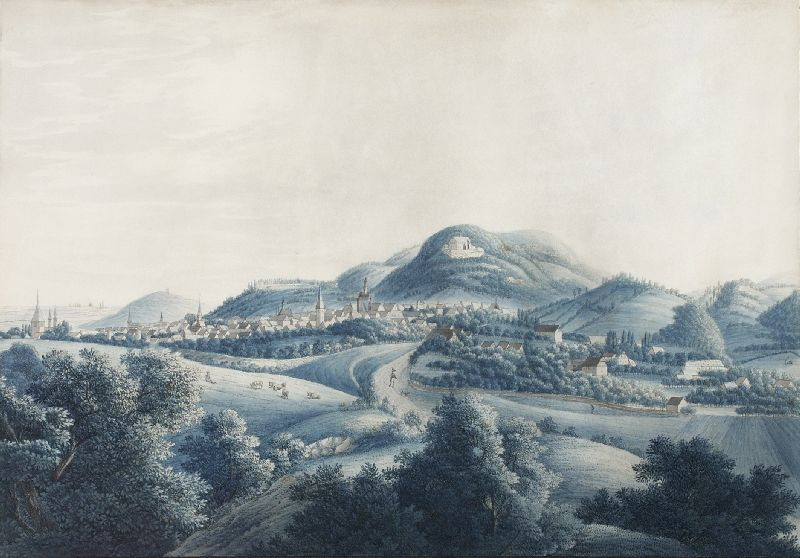
Wernigerode okolo roku 1820

Od roku 1658 do roku 1931 sídlila ve městě konsistoř pro řízení luteránských církví v hrabství Wernigerode. Evangelické církevní obce v oblasti hrabství patřily po založení jednotné evangelické církvi v Prusku v roce 1821 k církevní provincii Sasko. Konsistoř však měla regionální kompetence pro tyto církevní obce ještě do svého zrušení v roce 1921. Roku 1714 musel hrabě Christian Ernst zu Stolberg-Wernigerode uznat svrchovanost Braniborska-Pruska nad hrabstvím Wernigerode. Od roku 1807 do roku 1813 bylo Wernigerode integrováno do městského kantonu Wernigerode okresu Westphalen, než bylo přidruženo do nově vytvořeného pruského okresu Osterwieck pruské provincie Sasko. Teprve po protestech hraběte Henricha zu Stolberg-Wernigerode bylo od roku 1825 opět sídlem vlastního okresu uvnitř vládního okresu Magdeburg. 29. března 1847 padla část města, především Heideviertel, za oběť velkému požáru. V druhé poloviny 19. století přispěl ve Wernigerode vedle turistiky průmyslový vývoj (mezi jiným výroba strojů a nástrojů, elektromotory, lékárnické výrobky, čokoláda, kancelářské potřeby, stavebniny) k podstatnému rozvoji města jak turistického centra a hospodářského sídla.

### 20. století
Před druhou světovou válkou byla ve firmě Rautalwerken GmbH (také nazývané Wernigwerke AG) v roce 1938 vybudována moderní slévárna lehkých kovů, ve které byly vyráběny součástky pro zbrojní průmysl, za války hlavně nuceně nasazenými dělníky a vězni z koncentračních táborů, kteří žili v ubikacích na Ziegenbergu. V roce 1942 byl další tábor zřízen na Veckenstedter Weg 23, který byl v roce 1943 přeměněn na detašovaný tábor (krycí označení „Richard“) koncentračního tábora Buchenwald. Od počátečního stavu 95 vězňů se zvyšoval počet až na 800 osob, které byly nasazeny především při stavbě pozic protiletecké obrany na Galgenbergu. Vězňové z Veckenstedter Weg byli v prosinci 1944 přemístěni do tábora „Steinerne Renne“ v místní části Hasserode, který byl využíván jako dislokovaná stanice pro Wernigwerke AG. Zde dále pokračovali ve výrobě součástek pro rakety, na které již dříve bylo nuceně nasazeno kolem 200 dělníků. 500 vězňů bylo krátce před příchodem americké armády posláno na pochod směrem na koncentrační tábor Terezín, přežilo pouhých 57. 24. února 1944 zažilo Wernigerode nálet. Reprezentativní budovy pivovaru a měšťanské domy na Breite Straße 78 byly zničeny, ruiny byly později odstraněny. Též byla poškozena západní část oranžérie. Po roce 1949 připadlo město do Německá demokratická republika
a nedalekým vrchem Brocken probíhala přísně střežená hranice se Západní Německo. Takto to vydrželo až do roku 1990, kdy se oba státy opět spojily.

## Starostové
- Dr. Ludwig Gepel, od 7. ledna 1921 do 6. ledna 1933
- Ulrich von Fresenius (1888–1962), od 10. ledna 1933 do 20. dubna 1945
- Max Otto (1889–1969), SPD/SED, 1945–1951
- Gustav Strahl, 1951–1962
- Martin Kilian, SED, 1962–1990
- Dr. Herbert Teubner, CDU, 1990–1991
- Horst-Dieter Weyrauch, CDU, 1991–1994
- Ludwig Hoffmann, SPD, 1994–2008
- Peter Gaffert, bezpartijní, od 1. srpna 2008

## Připojená sídla
- Benzingerode (připojení 1994) pohled na Benzingerode
- Hasserode (připojení 1907)
- Minsleben (připojení 1994)
- Noschenrode (připojení 1929)
- Silstedt (připojení 1994)

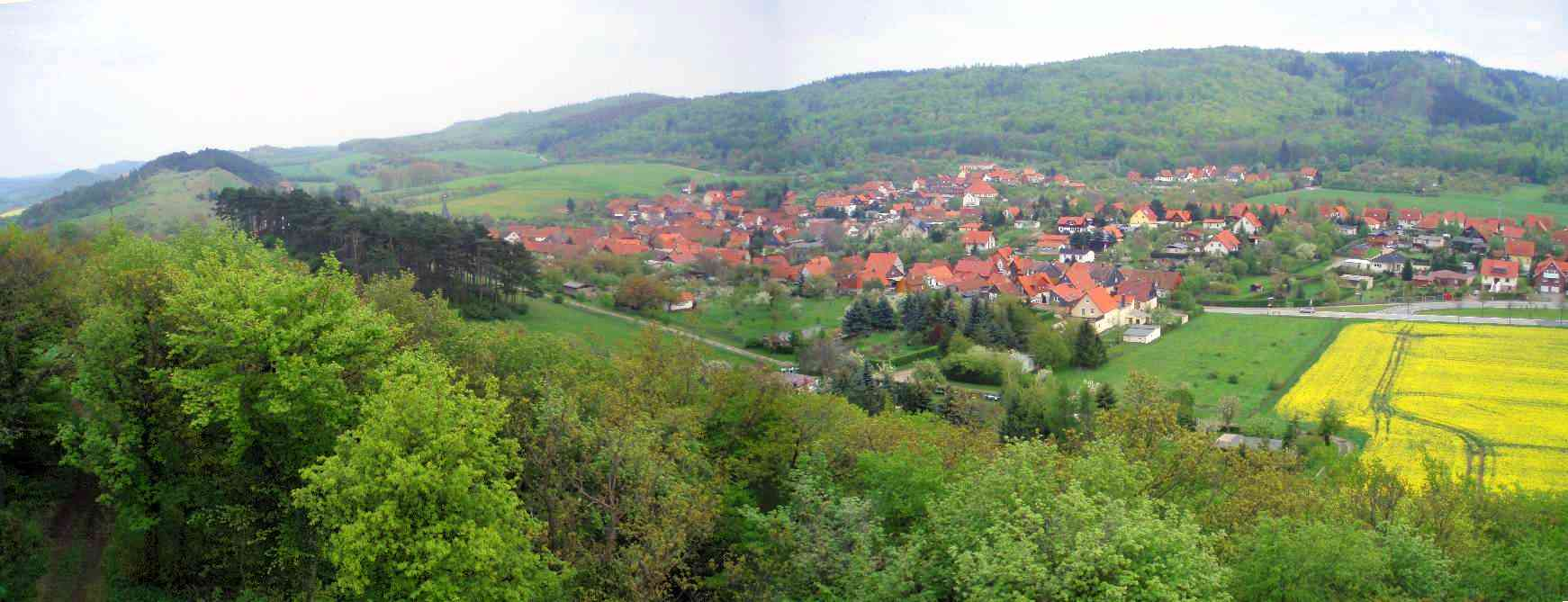
pohled na Benzingerode

- Schierke (připojení 1. července 2009)
- Reddeber (připojení 1. ledna 2010)

## Vývoj počtu obyvatel
| - 1595: 2 500 - 1806: 3 700 - 1845: 5 300 - 1869: 7 000 - 1886: 9 000 | - 1895: 10 662 - 1904: 12 000 - 1914: 18 000 - 1957: 33 353 - 1990: 37 000 | - 2006: 33 871 - 2007: 34 413 - 2008: 35 041 - 2009: 34 673 |

## Památná místa
- památník a památné místo Veckenstedter Weg 43
- památné místo a pamětní deska u dřívějšího detašovaného tábora „Steinerne Renne“ obětem nucených prací
- pamětní deska od roku 1993 na radnici od města na památku pronásledování židů
- pamětní deska na Villa Russo na památku dřívějších majitelů Kláry a Benna Russo, židovského továrníka a jeho ženy, zavražděné v roce 1943 v koncentračním táboře Terezín resp. koncentračním táboře Auschwitz-Birkenau
- hrob a pamětní kámen od roku 1952 na lesním hřbitově za devět neznámých vězňů z koncentračního tábora, kteří byli zavražděni příslušníky SS v dubnu 1945 při pochodu smrti z pobočného tábora Harzungen (koncentrační tábor Dora-Mittelbau), původně zahrabáni v nádražním areálu Minsleben, v roce 1952 ostatky přemístěny na ústřední hřbitov
- čestné místo pronásledovaným nacistickým režimem, stejně jako pro mnohé válečné zajatce, sestřelené americké a britské letce jakož i ženy, děti a muže, kteří byli zavlečeni během druhé světové války do Německa a stali se obětí nucených prací

## Městská rada
Složení městské rady podle politické příslušnosti, dle úředního výsledku voleb do městské rady dne 7. června 2009, účast ve volbách: 40,2 %):
- Křesťanskodemokratická unie Německa (CDU) – 33,9 %, 14 křesel
- Sociálnědemokratická strana Německa (SPD) – 31,9 %, 13 křesel
- Die Linke – 19,2 %, 8 křesel
- Wählergemeinschaft Haus und Grund Wernigerode – 3,9 %, 2 křesla
- Bündnis 90/Die Grünen – 3,6 %, 1 křeslo
- FDP – 3,4 %, 1 křeslo
- NPD – 2,7 %, 1 křeslo

## Městský znak
Popis: „v stříbrném poli červený hrad s černě ohraničen zdivem, jedna vyšší věž s dvěma okénky se špičatou střechou a hruškou mezi dvěma věžemi s jedním oknem a cimbuřím, v trojobloukové bráně s částečně spuštěnou mříží je červený pstruh.
Nejstarší známé zobrazení znaku města Wernigerode se nalézá na pečeti na listině z roku 1309. Barevné řešení (červená na stříbrné resp. bílé) pochází z 16. století. Mříž v horním oblouku věže se poprvé objevila na městské pečeti z roku 1610. Symbolika je interpretována stejně jako u všech heraldických znaků. Hradba není zobrazením zámku (hradu), ale symbolizuje udatnost města. Dnes ve znaku zobrazený červený pstruh byl zapůjčen některému z hrabat von Wernigerode na jeho rodový erb, kde jsou zobrazeny ryby dvě.

## Kultura a pamětihodnosti

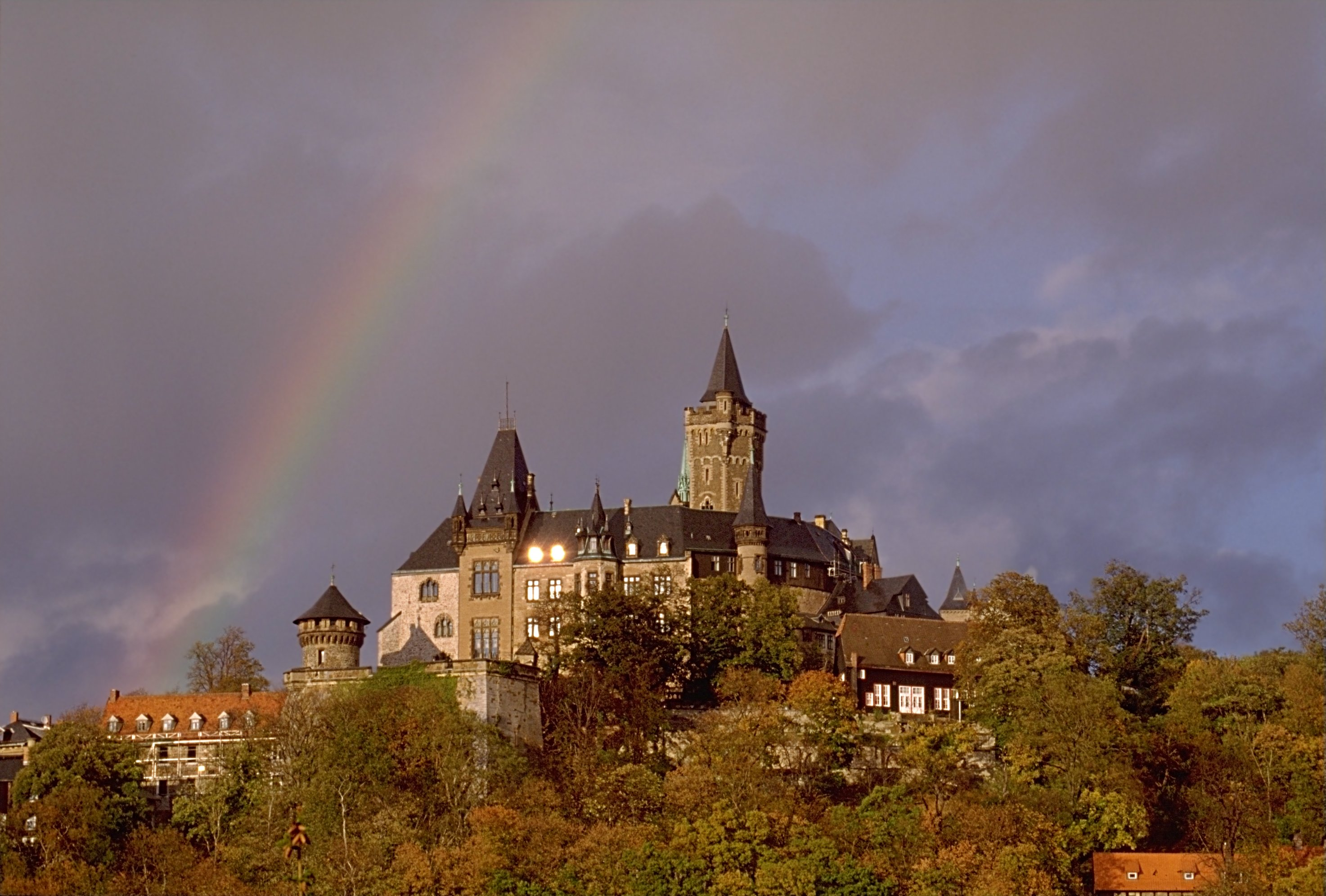
zámek Wernigerode

Wernigerode má velké množství turistických atrakcí (viz níže kapitola stavby). Městské jádro je z velké části z dolnosaských domů z hrázděného zdiva. Novogotický zámek (Wernigeroder Schloss) trůní nápadně nad městem a je již z dálky dobře rozpoznatelný. Také okolí je nesmírně půvabné. Začíná tu železniční trať Harzer Schmalspurbah, která přes Schierke míří na Brocken, stejně tak se jezdí přes celý Harz do Nordhausenu (Durynsko). Od října 2006 tu našla místo druhá zemská botanická zahrada v Sasku-Anhaltsku.

### Divadla
Každoročně se pořádá atriu zámku Schlossfestspiele. Tento festival pořádá filharmonický komorní orchester Wernigerode. Vrcholem bývají představení oper nebo operet jako je Kouzelná flétna, Falstaff nebo Car a tesař.

### Kulturní a zařízení pro volný čas
Harzer Kultur- und Kongresszentrum, krátce „KiK“ (Kultur in Kongresszentrum) v centru města má velký sál pro 600 sedících diváků, stejně jako další místnosti pro konference a komplex výstavních prostor. Spolek pro umění a kulturu Remise je místem pro drobné koncerty, využíván je pro čtení a různá jiná představení.
V části Noschenrode pod zámkem se nalézá obora Christianental. Chována jsou domácí a částečně vzácná divoká zvířata, např. rys. Od roku 2005 je využíván k trávení volného času „Hasseroder Ferienpark", komerční výletní a dovolenkové místo s možností povyražení si v lázních.
Další pozoruhodností je tzv. Planetenweg. Znázorňuje lehce a srozumitelným způsobem náš planetární systém, vzdálenosti od Slunce jsou zobrazeny v měříku 1:1 miliardě. Procházka končí u Harzského planetária.

### Muzea

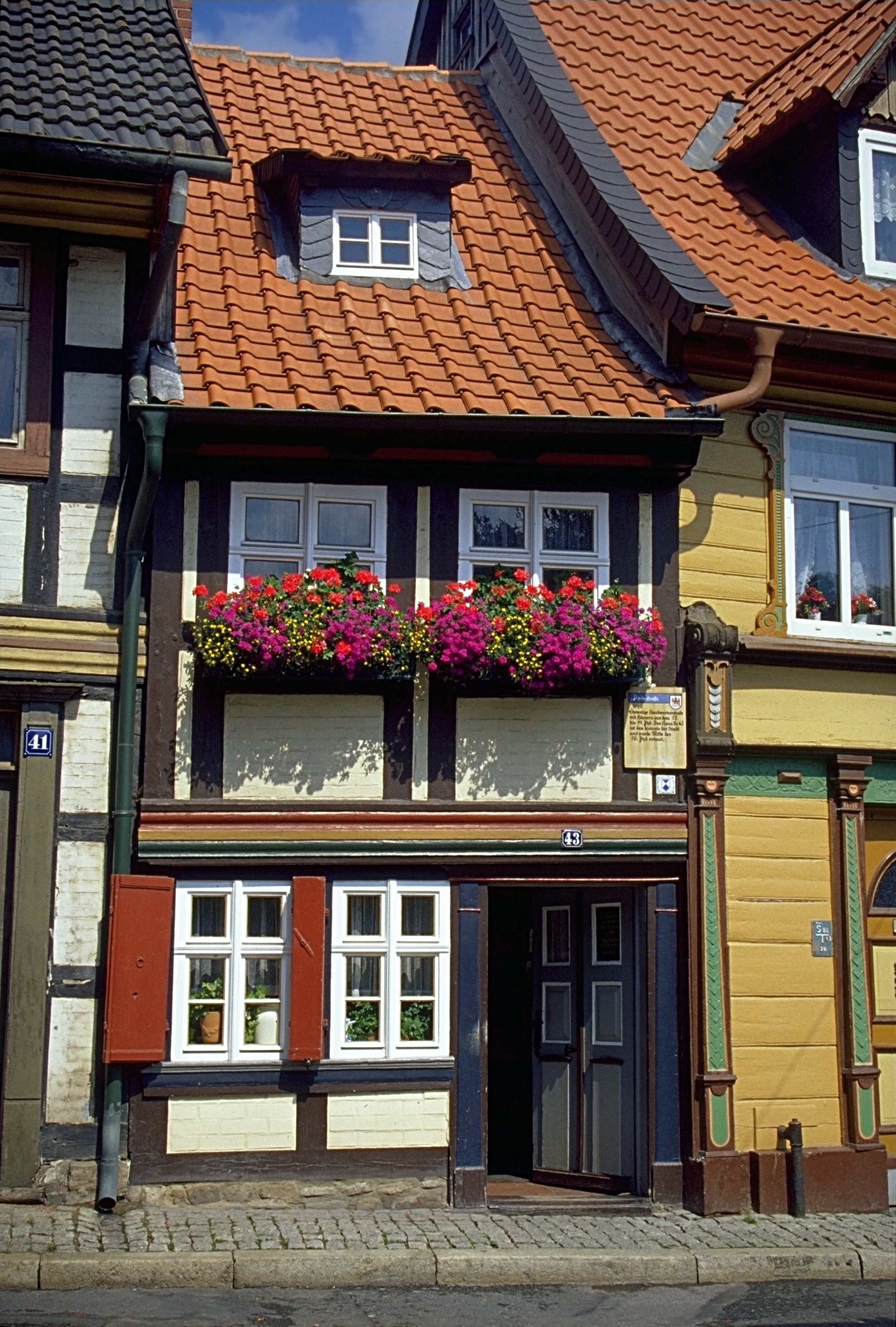
Nejmenší dům

- zámek, centrum pro dějiny umění a kulturu 19. století
- Harzmuseum
- Kleinstes Haus (nejmenší dům)
- hasičské muzeum
- upomínkové a památné místo
- muzeum letecké dopravy a techniky
- muzeum (dvůr) Ernsta Kocha, v místní části Silstedt
- Schulmuseum v místní části Benzingerode
- mlýn Gutsmühle v místní části Minsleben
- přírodovědně-geologická naučná stezka na dole Aufgeklärtes Glück v místní části Hasserode

### Galerie
- galerie v Ersten Stock
- galerie v Antiquariat B
- galerie v Zentrum HarzKultur

### Knihovny
- městská knihovna s Harzbücherei (Harzcká knihovna), bibliotékou Walthera Grosse (Harzckého spolku pro dějiny a archeologii) a částí Stolbergischen Bibliothek
- dětská knihovna
- knihovna Harzcké vysoké školy

### Archivy

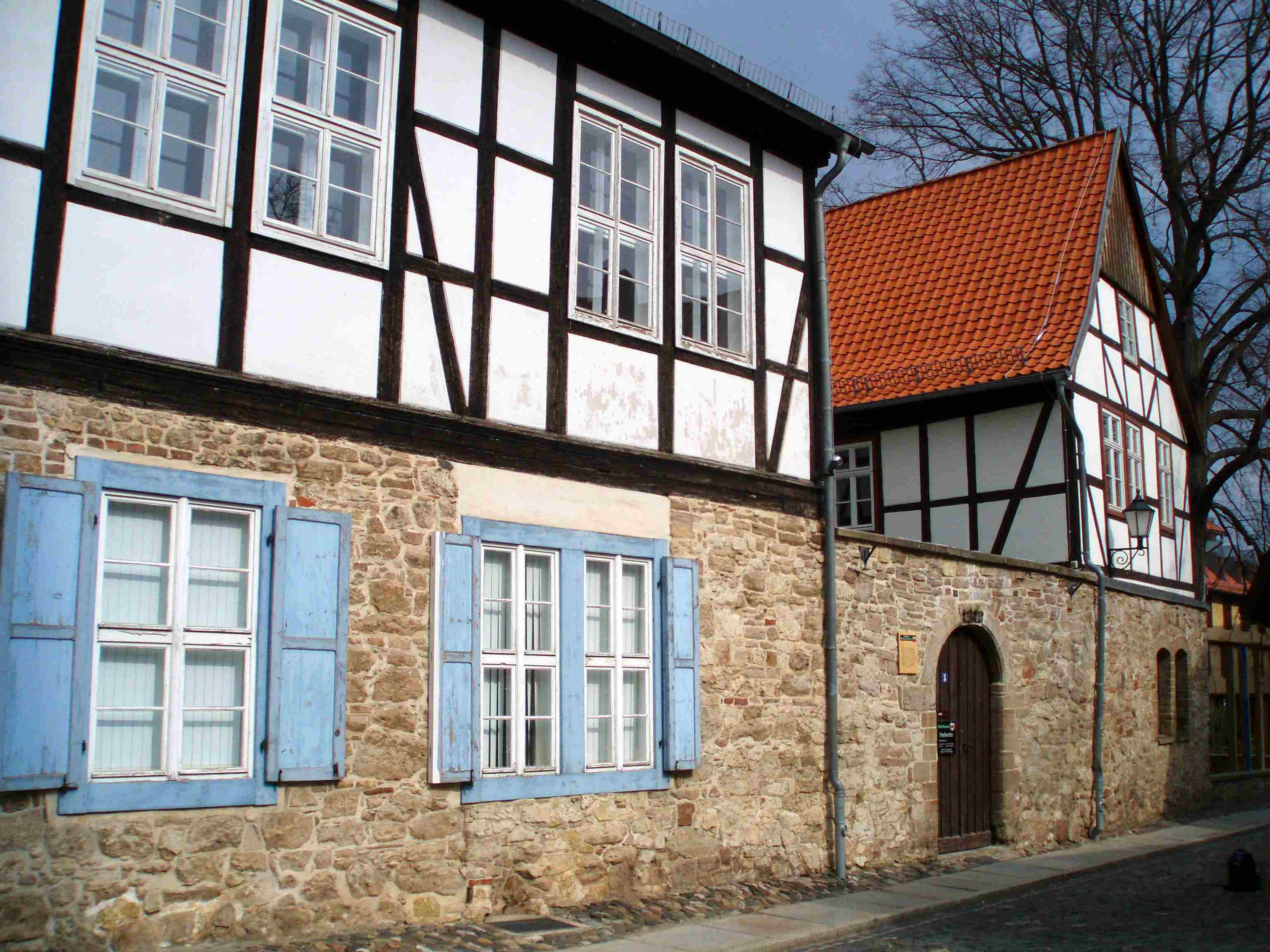
Alten Münze – státní a městský archiv

- hlavní zemský archív Saska-Anhaltska
- okresní archiv dřívějšího zemského okresu Wernigerode
- městský archiv v Alten Münze

### Hudba
Wernigerode je celostátně známé v oblasti sborového zpěvu a rovněž se označuje jako „Chorstadt“. Nachází se tu zemské hudební gymnázium, které má čtyři sbory a také mezinárodně známý rozhlasový sbor Jugendchor Wernigerode, který založil Friedrich Krell v roce 1951.
Na škole Gerharta Hauptmanna vznikly v roce 1971 první speciální třídy hudební výchovy (v roce 1991 hudební gymnázium). Vedle dvou dětských sborů je známým uměleckým souborem také dívčí sbor pod vedením Steffena Drebenstedta. Z dřívějších členů rozhlasového Jugendchor vznikl v dubnu 2003 pod vedením Petera Habermanna komorní sbor, který mezi jiným získal v roce 2007 cenu Grand Prix na ZDF.
Od roku 1999 se konají každé dva roky mezinárodní festival a soutěž sborů Internationales Johannes Brahms Chorfestival & Wettbewerb společně s mezinárodním seminářem pro sbormistry pod gescí spolku Fördervereines Interkultur. Město pořádá tento festival střídavě po dvou letech s festivalem Hazrchorfest.
Dále je aktivních několik laických a školních sborů a souborů: Wernigeröder Singakademie, Frauenchor Wernigerode, Männerchor Wernigerode von 1848, Männergesangverein Hasserode 1865, Kinderchor Wernigeroge na hudebním gymnáziu, vokální skupina Ars Vivendi, sbor gymnázia Stadtfeld a sbor gymnázia Gerharta Hauptmanna.
Filharmonický komorní orchestr Wernigerode pod vedením Christiana Fitznera je jeden z mála dosud existujících malých městských orchestrů s celostátním významem. Pravidelným kulturním vrcholem je Wernigeröder Schlossfestspiele. 

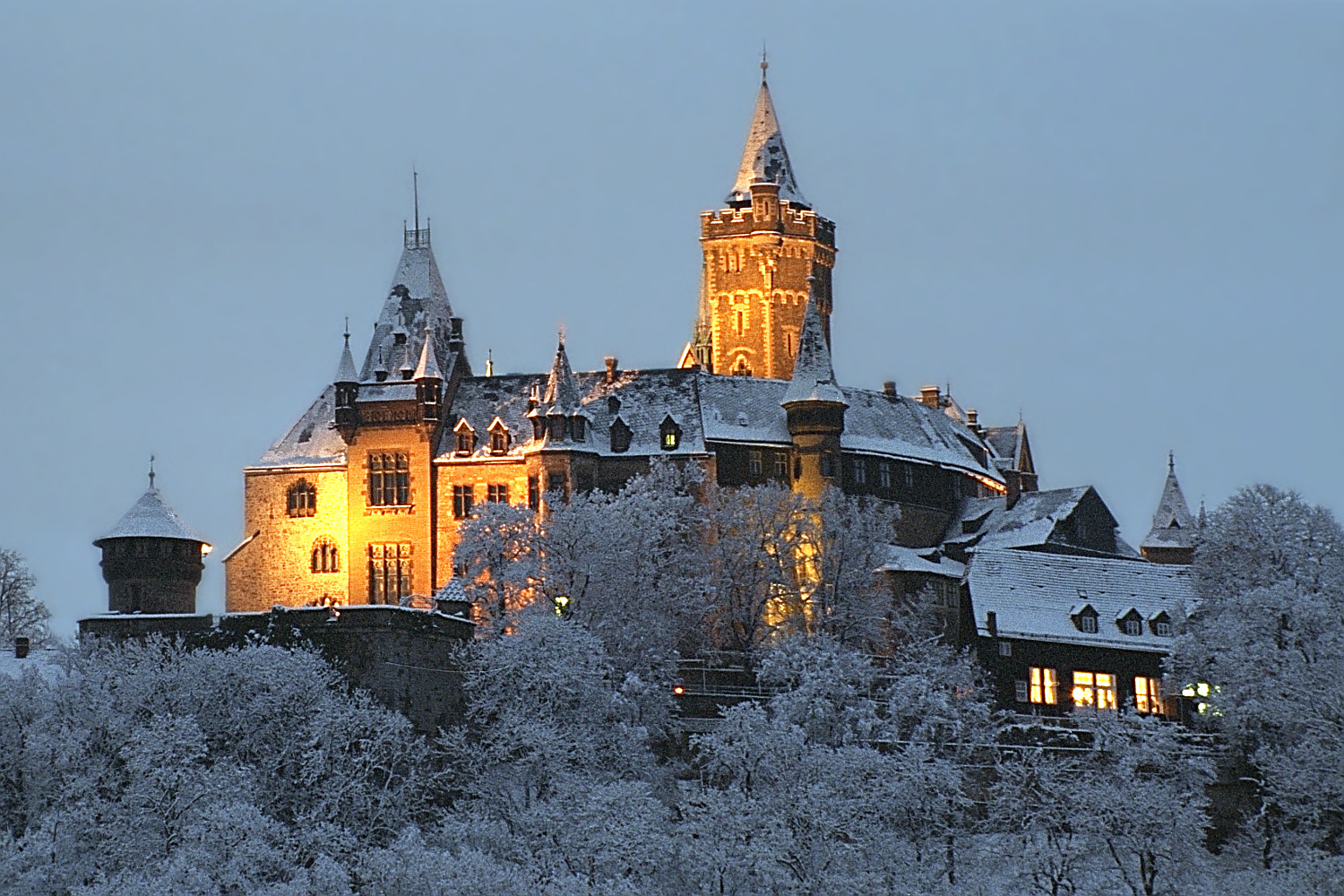
zámek v zimě

Celostátně je známá skupina samby Baraban, pravidelně spoluúčinkující při zahájení festivalu Johanna Brahmse. Při okresní hudební škole Andrease Werckmeistera a hudební škole Yamaha s četnými pobočkami a hudebními scénami jsou soubory rozličných hudebních směrů.

## Stavby

### Zámek
Do roku 1929 byl zámek Wernigerode sídlem hrabat Stolberg-Wernigerode, povýšených roku 1890, dnes je využíván jako muzeum, zejména pro umění a kulturní dějiny 19. století.

### Radnice

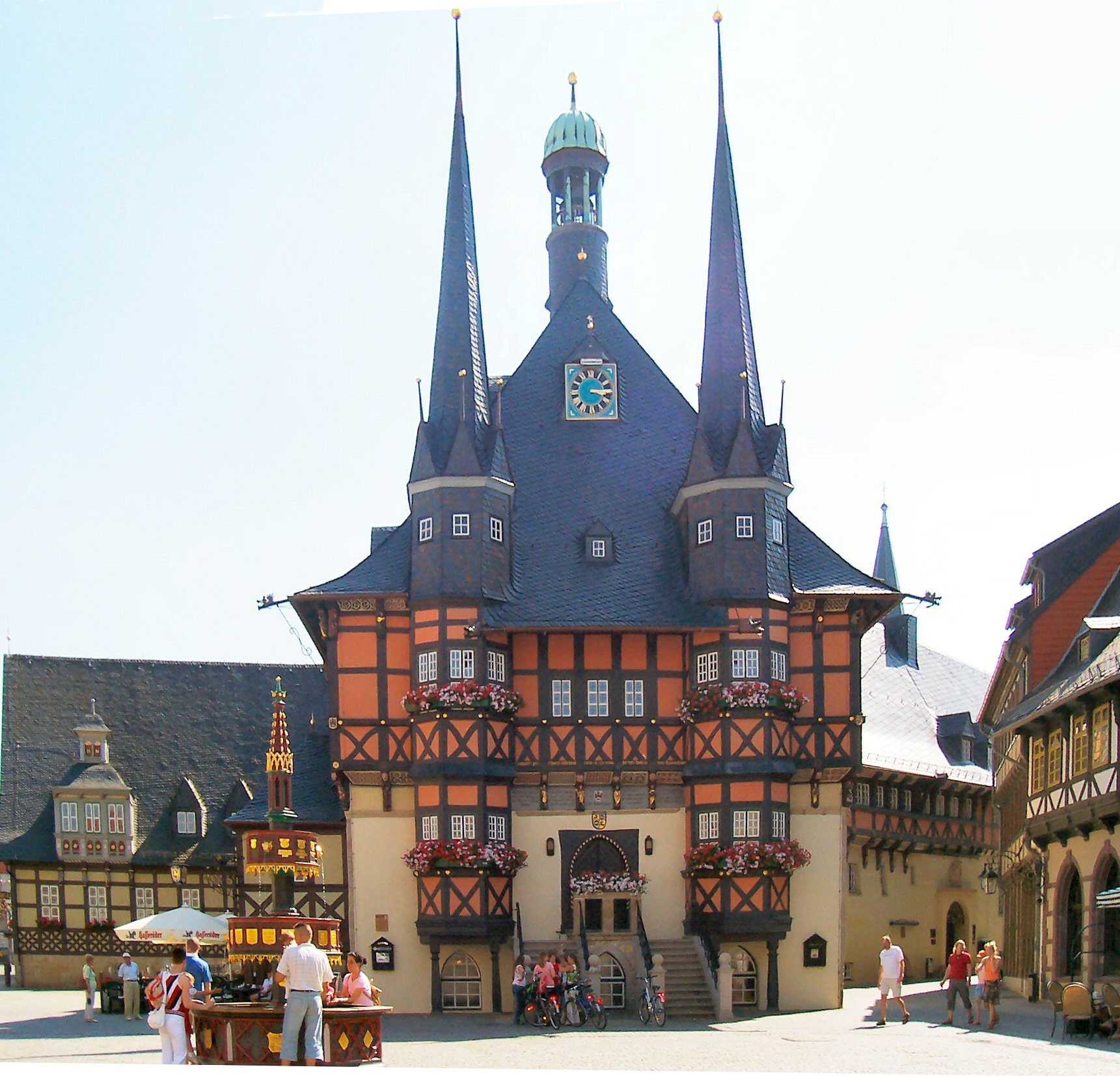
budova radnice

Dominantní budova na náměstí Marktplaz je poprvé uváděna roku 1277 jako gimnasio vel theatro (toleranční a soudní dům). Masivní stavba původního Spelhuses vede k domněnce, že již tehdy bylo pomýšleno na pozdější nástavbu příhradovou konstrukcí, neboť skutečně při pozdější přestavbě nebylo zasahováno do základů budovy. Do dnešní doby existují v přízemí gotické vstupní dveře s hrotitým obloukem. Při nástavbě Spielhausu v roce 1492 byla vytvořena velká aula, do které lze vstoupit venkovním schodištěm na západní straně. Disponujíc vysokým štítem mohla budova být nejen v sousedství patricijských domů na tržišti, ale též byla dominujícím centrem náměstí. Vzhůru stoupající příhradový nosník dává celku stávající těžkopádnost. Přestavba z roku 1497 již vyhovovala větším nárokům na reprezentaci, které požadovalo měšťanstvo. V tomto roce byly osazeny před široké dolnoněmecké štíty dvě štíhlé příhradové věže a jako protějšek k tomuto vertikálnímu elementu se poprvé ve Wernigerode jako horizontální prvek v dolní části objevuje obloukovitě vykrojený Ondřejský kříž (zavětrování), který potom převzaly ostatní hrázděné domy ve městě. Její dnešní vzhled zůstal zachován i po požáru v roce 1521 a dalších přestavbách v letech 1539 až 1544. Zvláště pozoruhodnými jsou vyřezávané postavy, kterými jsou zdobeny patra a přesahy střechy. Díky tomu je pokládána za jednu z nejkrásnějších radnic Evropy.

### Kostely
- kostel sv. Silvestra na Oberpfarrkirchhofu – nejstarší farní kostel města, nejdříve byl zasvěcen svatému Jiří. Za dob hraběte z Wernigerode roku 1265 byl předán řeholnímu řádu benediktinů a bylo mu jako druhé jméno zapůjčeno jméno sv. Silvestra. Ještě dnes disponuje chrám tímto dvojím zasvěcením. Na Oberpfarrkirchhofu 13 stojí Gadenstedtsche Haus z roku 1582. kostel sv. Jana na Novém Městě

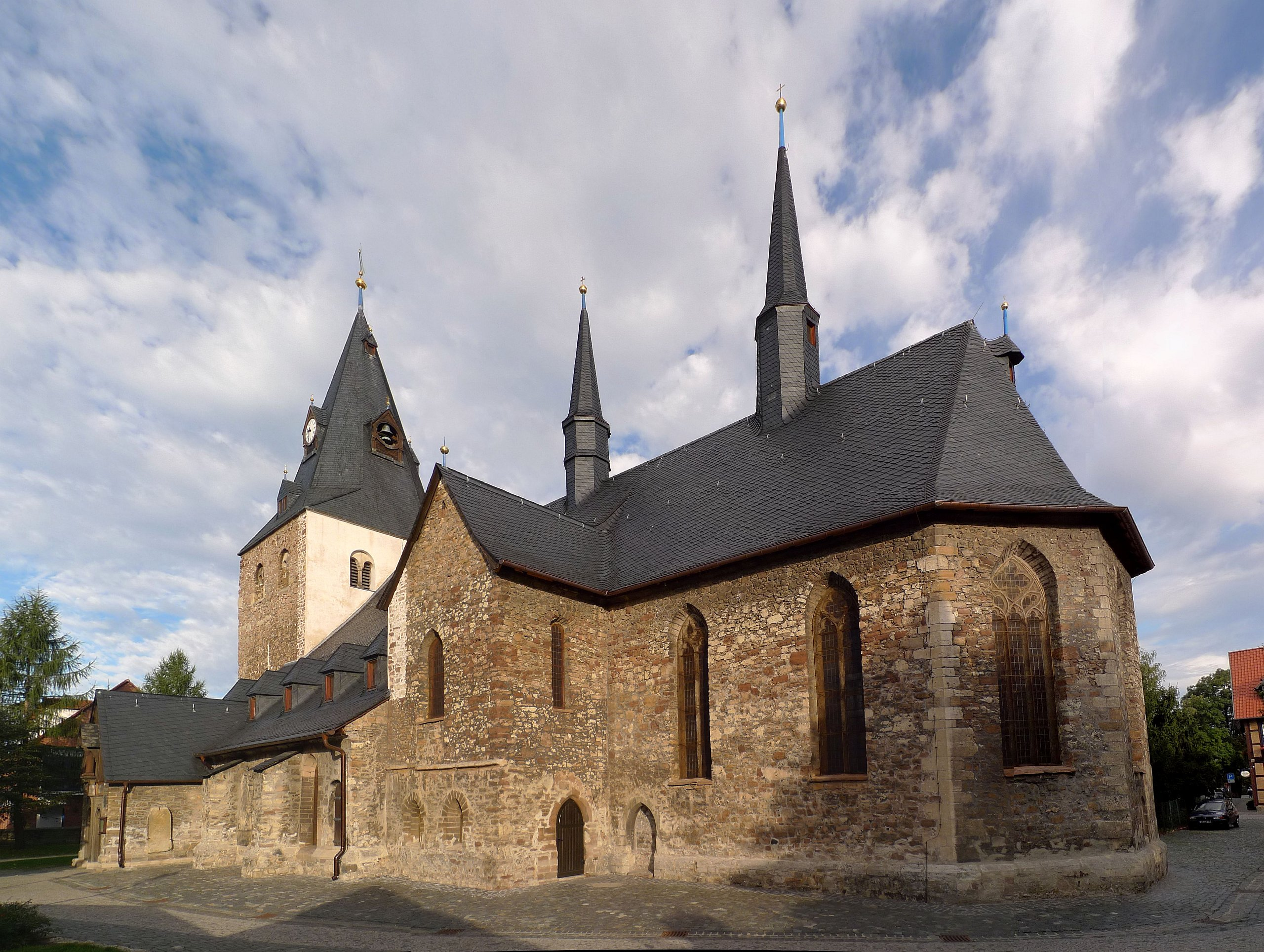
kostel sv. Jana na Novém Městě

- svatojánský chrám – farní kostel na Novém Městě, který je nejstarším získaným kostelem ve městě, vystavěný mezi lety 1265 až 1279, přestavěn na konci 15. století, z velké části si však zachoval svou původní podobu. Významným je čtyřkřídlý vyřezávaný mariánský oltář zasvěcený ženám v oltářní koruně od roku 1415 stejně jako později vestavěné varhany z roku 1865, které jsou využívány k pravidelnými koncertům Orgel zur Nacht.
- chrám Panny Marie – bývalý farní kostel na Burgstrassenviertelu v městské části Noschenrode, zničen požárem roku 1751, opět vybudován. Věž je přístupná veřejnosti.
- kaple sv. Theobalda v Noschenrode – pozdně středověká stavba s pozoruhodným barokním inventářem. Vystavěna roku 1400 na znamení pokání, s barokními malbami od roku 1636, zvonice z roku 1710.
- kaple sv. Jiří – pochází z roku 1350, stojí na Ilsenburger Straße v severozápadní části Starého Města, se zvonicí od roku 1635.

### Další stavby

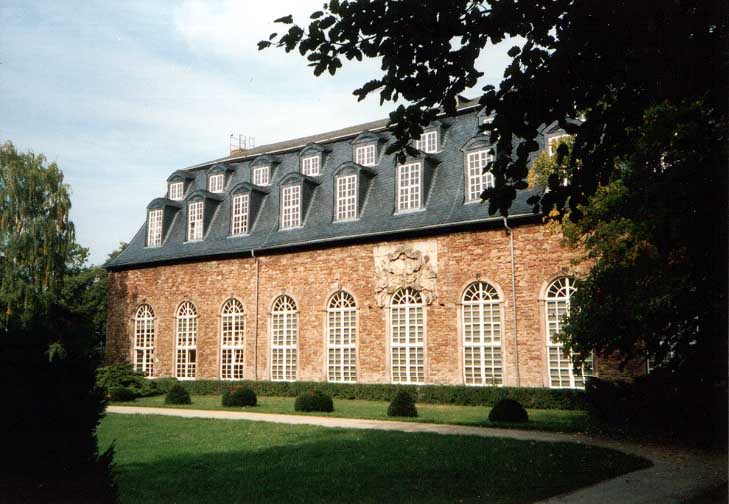
Oranžérie na Schlossbergu

- Nejmenší dům ve městě – na Kochstraße, dnes je v něm umístěno muzeum
- Nakloněný dům – dřívější mlýn u rybníka z hrázděného zdiva poklesl na jedné straně kvůli částečnému podemletí podzemní mlýnskou strouhou v průběhu několika staletí. Dnes je spolkovým sídlem.
- Krummelsche Haus – rovněž dům z hrázděného zdiva, jehož trámoví je zdobeno řezbářskými reliéfy. V současnosti restaurace.
- Die Alte Münze (stará mince) – jeden z mála zachovalých domů z hrázděného zdiva s kamenným přízemím z 16. století, vystavěn doktorem práv Valentinem von Sundhausen, dnes poskytuje přístřeší Harzcké knihovně a městskému archivu.
- Brána Westerntorturm – vystavěna roku 1250 jako městská brána, dříve součást městských hradeb, s výškou 41 metrů největší zachovalá obranná věž.
- Věž Halbschalenturm – stará městská hradební věž, opravena roku 1889 hrabětem Otto zu Stolberg-Wernigerode a opatřena břidlicovou krytinou. V blízkosti dřívějšího knížecího předhradí stojí ještě druhá taková věž.
- Kaiserturm (císařská věž) – od roku 1902, na Armeleutebergu, rozhledna postavená na náklady Edm. Lührmanna s dobrým výhledem na zámek, Harburg a na severní předhůří Harzu až do Halberstadtu.
- Oranžérie – v dřívějším romantickém parku na Schlossbergu, zřízena v letech 1728–1731, 1826 přestavěna na knihovnu. Při náletu 24. února 1944 poškozena západní část, později obnovena.

### Parky
- zařízení Landesgartenschau Wernigerode, dnes veřejný park, s rybníkem a Malým Harzem
- romantická zahrada s kaštanovým háječkem
- zoologická zahrada se zámeckou zahradou (zámecká zahrada patří k síti snových zahrad Saska-Anhaltska)
- obora Christianental

### Hřbitovy
- ústřední hřbitov na Eichbergu
- Theobaldifriedhof v Noschenrode s hroby vládnoucí hraběcí rodiny

### Přírodní památky
- kamenná fontána a malá Renne, v blízkosti wernigerodských pramenů
- Ottova skála
- mnichův buk

## Sport

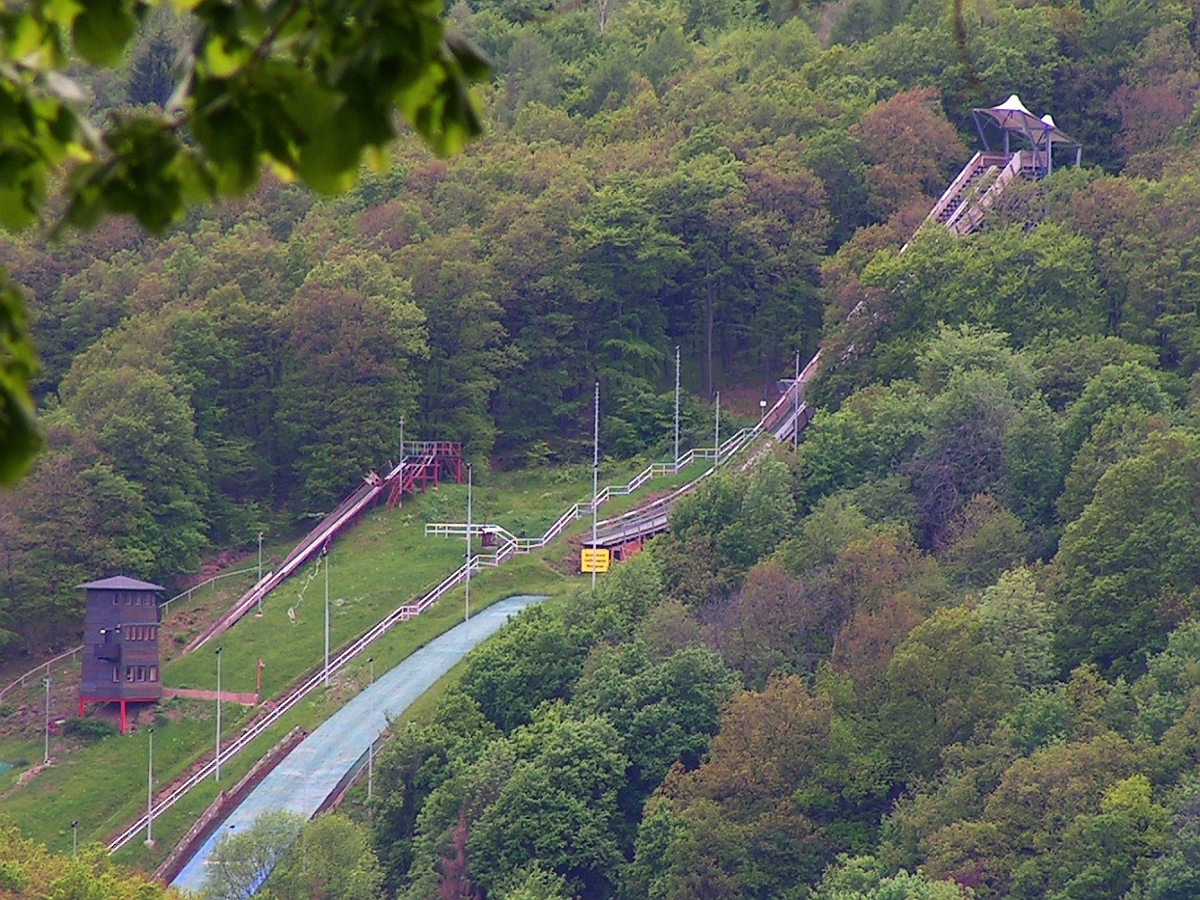
skokanský můstek na Zwölfmorgentalu

Obecně je možné ve Wernigerode provozovat skoro všechny běžné druhy sportu, buď míčové, bojové nebo „duševní“. Vedle týmu Mountain Tigers, který hraje v regionální lize americký fotbal, sídlí ve Wernigerode tým Red Devils, který hraje univerzitní hokejovou spolkovou ligu. V Zwölfmorgentalu je několik možností provozovat skoky na lyžích (Zwolfmorgentalschanzen), stejně jako jsou tam i lyžařské vleky. Vždy poslední sobotu v dubnu se koná „Harzquerung“, extrémní maratonský běh přes Harz se startem ve Wernigerode a cílem v Nordhausenu. Známým fotbalovým klubem je FC Einheit Wernigerode.

## Pravidelné výstavy
- 30. dubna: Walpurgina noc
- v polovině června:
  - Rathausfest – mezi jiným s tanečním turnajem o pohár radnice a soutěží Mitternachtsball
  - v pátek při radničním festivalu se koná Young Part ve veřejném parku (hudební představení, hlavně pro mladé)
- každoročně v létě:
  - svatojánské slavnosti pořádané svatojánským spolkem
  - Wernigeroder Schlossfestspiele
  - Neustädter Weintage
  - Stadtfeldfest
  - v červenci (jednou za dva roky: Internationales Johannes Brahms Chorfestival & Wettbewerb MUSICA MUNDI
  - druhý víkend v říjnu národní běh Harz-Gegirgslauf
  - o víkendu při nanebevzetí se koná setkání myslivecké mládeže WJSC
  - na začátku listopadu – Hasseröder Hubertusfest

## Kulinářské speciality

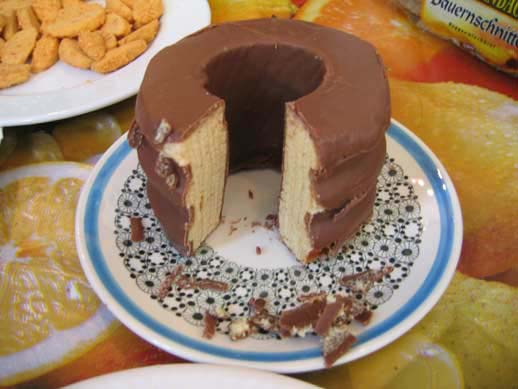
Čokoládový koláč „baumkuchen“, ilustrační foto

- originální Harzer Baumkuchen
- pivo Hasseröder Bier
- Harzer Pottsuse
- Brockensplitter
- Harzer Tröpfchen

## Průmysl a infrastruktura

### Důležité obory
Město je silně ovlivněno turistickým ruchem (zámek Wernigerode, úzkokolejka, pohostinství, národní park). K dalším průmyslovým firmám patří zejména kovoprůmysl, elektrotechnický průmysl a dodávky pro automobilový průmysl. K tomu farmaceutická firma a potravinářský průmysl.

### Místní podniky
V části Hasserode bylo původní sídlo Hasseröder Bierbrauerei, do roku 1990 v držení Gilde-Brauerei Hannover a nyní patří k belgicko-brazilské pivovarnické skupině InBev Deutschland Holding GmbH. V roce 1995 byl v průmyslové zóně Nord-West vybudován zcela moderní podnik. Hasseröder je dnes celosvětově propagované pivo, dominující firma na trhu ve východním Německu a čtvrtý největší producent Premium-Pils v celém Německu.
Wernigerode je sídlem Harzer Schmalspurbahnen (harzcká úzkokolejka).
Jako místo bohaté na tradici výroby čokolády je dnes sídlem Wergona GmbH, nástupkyně VEB Argenta Wernigerode. Dále tu sídlí výrobce strojů na výrobu čokolády Chocotech GmbH. Společnost Schneider GmbH produkuje registrační přístroje, za doby NDR tu bylo sídlo Heiko-Füllhalter. PSFU GmbH vyrábí přesné součástky pro strojírenství, pojezdová ústrojí pro motorky a palivové články pro energetický průmysl a zásobování teplem. Slévárna NEMAK-Geißerei produkuje hlavy válců motorů pro motorová vozidla. VEM Motors je producentem elektromotorů. Firma Getriebe und Antriebstechnik vyrábí převodovky, turbodmychadla a části větrných elektráren.

### Doprava
Nejbližší dálnicí je A 395 (Braunschweig–Vienenburg). Nová A 36 vede přímo do Wernigerode a bezprostředně spojuje průmyslovou zónu Nord-West (místem připojení je Wernigerode-Nord) a průmyslovou oblast Stadtfeld (místem připojení je Wernigerode-Zentrum). 

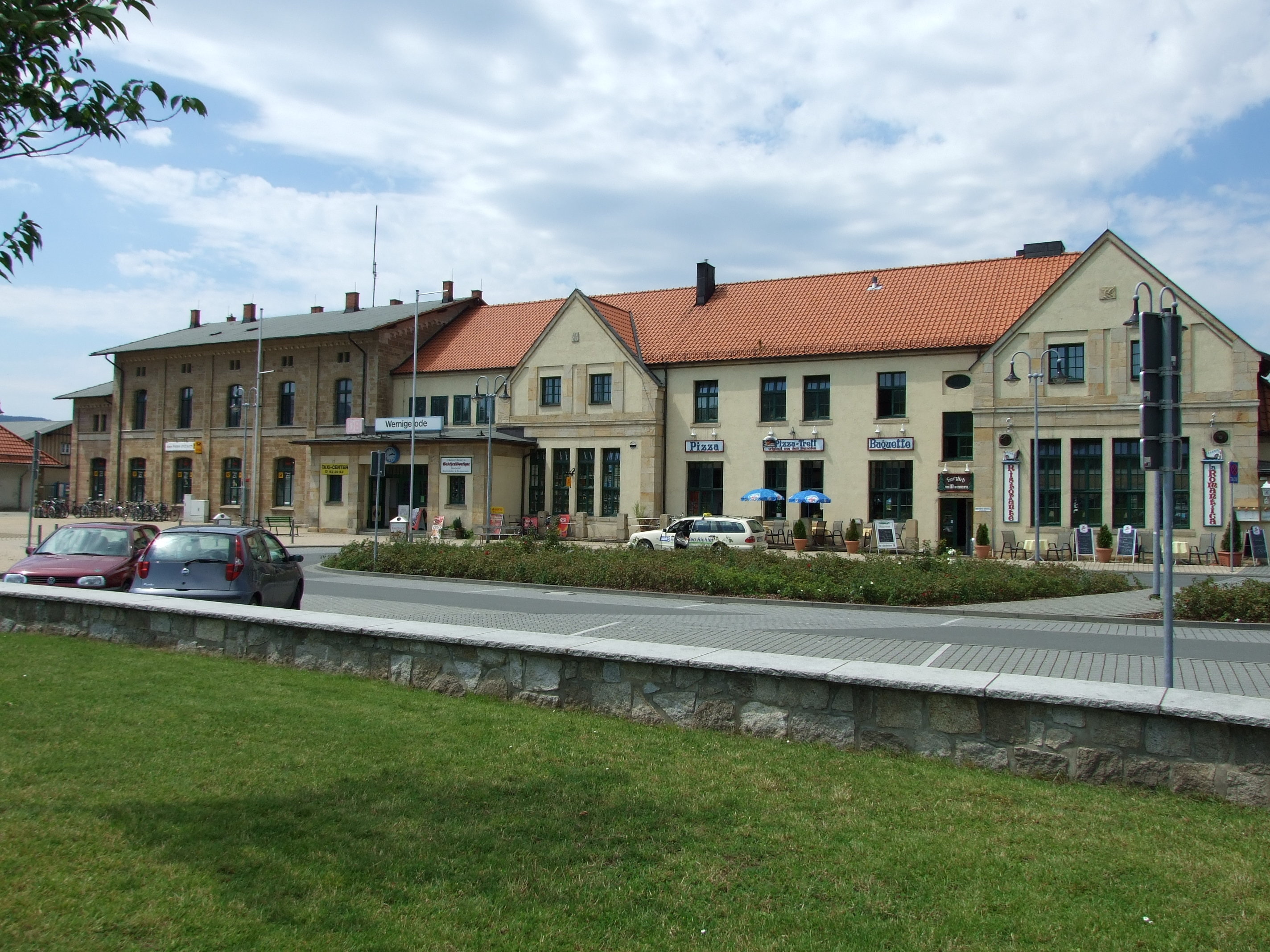
budova hlavního nádraží

 Wernigerode je železniční stanicí na železniční trati Heudeber-Danstedt–Vienenburg, na které jezdí v dvouhodinovém intervalu tzv. Harzexpres Hannover–Halle. Po výměně jízdního řádu v roce 2005 převzala skupina Connex se svým expresním vlakem Harz–Labe (krátce: HEX) spojení Halle–Halberstadt–Vienenburg, které do té doby bylo zajišťováno DB jako regionální dráha. Dále je tu konečná stanice úzkokolejky Harzer Schmalspurbahnen. Tady začínají vlaky Harzquerbahn, mezi jiným trať Brockenbahn, po které jezdí vlaky tažené parními lokomotivami až na Brocken.
Wernigerode má dobrou síť místní dopravy, celkem čtyři linky a dodatečná tzv. noční linka od 19.00–24.00 hodin obsluhují větší městské části. Centrální přestupní stanice Rendezvous je vedle hlavního nádraží, přímo v centru města a všechny linky jezdí s intervalem 15 minut, o víkendech a ve dnech pracovního volna se tu setkávají linky každou hodinu. Čtyři městské linky jsou:
- linka 1: Hasserode – Rendezvous – Hauptbahnhof – Harzblick (a zpět)
- linka 2: Nöschenrode – Rendezvous – Stadtfeld (a zpět)
- linka 3: Eisenberg – Rendezvous – Burgbreite – Am Bodengarten (a zpět)
- linka 4: Hasserode – Harzblick – Hauptbahnhof – Rendezvous – Burgbreite – Stadtfeld – Rendezvous – Hauptbahnhof – Harzblick – Hasserode

## Média
Výrazně pravicový je Wernigerodes Medienlandschaft. Volksstimme má ve Wernigerode místní redakci. Kromě toho vychází ve městě 14deník „Neue Wernigeröder Zeitung“, který se zabývá Harzem, dějinami města, ale též aktuálními událostmi. Vedle tiskovin je ve městě od roku 1998 Offenen Kanal, do kterého mohou přispívat místní občané, je k dispozici účastníkům městských festivalů, Brahmsova festivalu sborového zpěvu nebo zámeckého festivalu.

## Správní úřady
- městský úřad
- finanční úřad
- pracovní agentura
- obvodní soud
- zdravotní středisko
- vedení národního parku Harz

## Výzkumná a vzdělávací zařízení

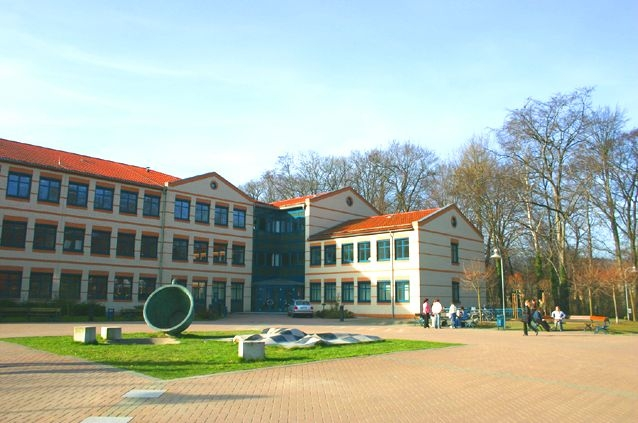
hlavní budova Hochschule

- vysoká škola užitých věd Harz-Hochschule (FH)
- institut Roberta Kocha (pobočka)
- institut pro automatizaci a informatiku/centrum průmyslového výzkumu a vývoje
- institut fotonového výzkumu HarzOptics GmbH
- ProRegio Consult GmbH
- institut pro tovární provozy a jejich automatizaci Fraunhofer-Institut (IFF, pobočka)

## Školství

### Základní školy
- Diesterweg
- Augusta Hermanna Francka
- Stadtfeldole (celodenní základní škola)
- Harzblick
- Freie Grundschule (celodenní škola)

### Střední školy
- Thomase Müntzera
- Brugbreite (s celodenní péčí)

### Gymnázia
- Stadtfeld
- Gerharta Hauptmanna
- zemské hudební gymnázium
- oborové gymnázium

### Další školská zařízení
- okresní hudební škola Anrease Werckmeistera
- lidová univerzita „Harz“
- okresní škola okresu Wernigerode – profesní škola
- odborné výcvikové centrum německého stavebního průmyslu

### Zvláštní školy
- Liv Ullmannové pro duševně a tělesně postižené
- základní škola „Pestalozzi“ pro studium tělesně postižených

### Soukromé vzdělávání
- Teutloff Bildungszentrum und Teutloff Sozialwerk
- technická akademie Uberlingen
- škola Oskara Kämmera

## Rodáci města Wernigerode
Následují osoby, které se ve Wernigerode narodily; zda tam působily či nikoli, seznam nezohledňuje.

### Osobnosti středověku
- Friedrich von Wernigerode († 1338), regent hrabství Wernigerode
- Albrecht von Wernigerode († 1419), 1411–1419 biskup v Halberstadtu
- Heinrich von Wernigerode († 1429), regent hrabství Wernigerode

### Osobnosti raného novověku
- Heinrich Winkel (okolo 1493 – okolo 1551), luteránský teolog a reformátor
- Johann Carl Spies (1663–1729), lékař a profesor v Helmstedtu
- Christoph Cuntzius (1676–1722), stavitel varhan
- Johann Christoph Wolf (1683–1739), teolog a polyhistor v Hamburku
- Johann Christian Wolf (1690–1770), jazykovědec
- Christian Gottlieb Kratzenstein (1713–1795), profesor a spoluzakladatel fyzikálního lékařství
- Heinrich Ernst zu Stolberg-Wernigerode (1716–1778), kanovník, probošt a tvůrce kostelních písní
- Gottfried Schütze (1719–1784), pedagog a teolog v Altoně a Hamburku
- Heinrich Friedrich Delius (1720–1791), lékař
- Christian Ernst von Windheim (1722–1766), evangelický teolog a orientalista
- Johann Heinrich Kratzenstein (1728–1790), profesor a dvorní rada v Braunschweigu
- Johann Jacob Büchting (1729–1799), anhaltský zeměměřič a důlní měřič
- Gotthilf Christian Reccard (1735–1798), evangelický teolog a astronom
- Justus Friedrich Runde (1741–1807), právník a právní historik
- Martin Heinrich Klaproth (1743–1817), chemik, objevitel titanu a uranu
- Johann Werner Streithorst (1746–1800), evangelický teolog a spisovatel
- Christian Friedrich zu Stolberg-Wernigerode (1746–1824), vládnoucí hrabě v hrabství Wernigerode
- Johann Friedrich Eich (1748–1807), portrétista Johanna Wilhelma Ludwiga Gleima
- Christian Friedrich Schröder (1750–1800), spisovatel
- Heinrich Gottlieb Zerrenner (1750–1811), spisovatel a evangelický nejvyšší superintendant
- Johann Friedrich Gerlach (1763–1834), hostinský
- Johann Heinrich Marschhausen (1764–1813), pedagog a historik

### Osobnosti 19. století
- hraběnka Luise zu Stolberg-Wernigerode (1771–1856), abatyše kláštera Drübeck
- Friedrich Raßmann (1772–1831), vydavatel novin, antologista a bibliograf
- Henrich zu Stolberg-Wernigerode (1772–1854), politik, zakladatel Henrichshütte v Hattingenu
- Christian Heinrich Delius (1778–1840), archivář a historik
- Anton zu Stolberg-Wernigerode (1785–1854), politik u dvora pruského krále Friedricha Wilhelma IV.
- Friedrich Sporleder (1787–1875), vládní a konzistoriální rada, zakladatel legátu
- Karl Beyrich (1796–1834), botanik
- Karl Zeisberg (1804–1850), knihovník a sběratel knih
- Gustav Eduard von Hindersin (1804–1872), pruský generál
- Wilhelm zu Stolberg-Wernigerode (1807–1898), pruský politik a generál
- August Wilhelm Grube (1816–1884), pedagog a spisovatel
- Marie Netz (* 1861; † ?), učitelka a politička
- Hermann Gehrmann (1861–1916), hudební kritik a hudební skladatel

### Osobnosti 20. století
- Paul Renner (1878–1956), malíř a typograf
- Karl Försterling (1885–1960), fyzik
- Hans Falkenhagen (1885–1971), vědec a profesor na univerzitě v Rostocku
- Otto hrabě zu Stolberg-Wernigerode (1893–1984), historik a profesor na univerzitách v Rostocku a Mnichovì
- Wolf Hoffmann (1898–1979), malíř
- Friedrich Lütge (1901–1968), ekonom a sociálně-ekonomický historik
- Otto Holfelder (1902–1980), profesor strojírenství
- Friedrich Bachmann (1909–1982), matematik
- Gerhard Wilhelm Heise (* 1911), urolog
- Immanuel Kroeker (1913–2001), architekt
- Rolf Hermichen (* 1918), stíhací pilot ve druhé světové válce
- Volrad Deneke (1920–2006), žurnalista, sociolog a politik
- Karl-August Bushe (1921–1999), neurochirurg a vysokoškolský učitel
- Karl Martin Bolte (* 1925), profesor sociologie
- Peter Bruhn (* 1926), bibliograf
- Irms Pauli (1926–1988), kostýmní výtvarnice
- Konrad Sasse (1926–1981), hudební vědec, ředitel Händelova domu v Halle
- Hans Heinrich Angermüller (* 1928), politolog
- Martin Kilian (* 1928), sportovec (boby) a místní politik
- Paul Berke-Müller (1928–1984), vedoucí zemského úřadu vyšetřování Dolní Sasko
- Eckart Friedrichson (1930–1976), herec v NDR, známý jako „mistr ouško jehly“
- Woldietrich von Kloeden (* 1932), evangelický teolog a filozof
- Waldtraut Lewin (* 1937), spisovatelka, dramaturgynì a režisérka
- Gerd Peter Werner (* 1938), politik (Bündis 90/Zelení)
- Herman Dieter Oemler (* 1939), fotograf, nakladatel a autor populárně naučných knih
- Manfred Preiß (* 1939), ministr regionálních a komunálních věcí NDR
- Otmar Alt (* 1940), malíř, grafik, návrhář a sochař
- Karl Oppermann (* 1940), umělec
- Ilona Kühne (* 1941), lékařka a politička FDP
- Volker Küster (* 1941), grafik a profesor komunikačního designu v Essenu
- Ludwig Nastansky (* 1941), hospodářský informatik
- Monika Wulf-Mathies, rozená Baier (* 1942), odborářka a politička (SPD)
- Ulrich Weiß (* 1942), filmový režisér a autor scénářů
- Barbara Beuys (* 1943), spisovatelka, redaktorka, historička a žurnalistka
- Ingrid Bittner (1944–2002), dětská lékařka a poslankyně lidové sněmovny
- Hnas-Dirk Bierling (* 1944), politik (CDU)
- Rainer Wimmer (* 1944), profesor germanistiky
- Monika Hauff (* 1944), zpěvačka duet s Henklerem
- Christian Borngräber (1945–1992), historik architektury a teoretik umění
- Joachim Dennhardt (* 1945), filmový režisér
- Jürgen Kindervater (* 1945), ekonomický manažer
- Rainer Schulze (* 1946), knihkupec, politik, zpěvák a kabaretiér
- Irene Ellenberger (* 1946), politička (SPD), 1994–1999 ministryně sociálních věcí svobodného státu Durynsko
- Petr Friedrichson (* 1946), herec
- Sabine Glaser (* 1946), herečka
- Michael Leuschner (* 1948), pianista a profesor klavíru na hudební vysoké škole Freiburg v Breisgau
- Lutz Unger (* 1951), plavec, účastník olympijských her 1972 v Mnichově
- Lutz Bertram (* 1953), moderátor v rádiu
- Paul Bartsch (* 1954), textař a skladatel písní
- André Lüderitz (* 1958), politik (Die Linke)
- Christoph D. Brummel (* 1963), spisovatel
- Lutz Stolberg (* 1964), hudební žurnalista, moderátor v rádiu
- Caspar René Hirschfeld (* 1965), hudební skladatel, tanečník a houslista
- Peter Kopp (* 1967), sbormistr a dirigent
- Tobias Marhold (* 1969), 1998–2005 poslanec německého spolkového sněmu
- Guido Fulst (* 1970), olympijský vítěz a mistr světa v cyklistice
- Susanne Kutter (* 1971), videoumělkyně
- Norman Dannhauer (* 1979), závodník na bobech
- Jens Baxmann (* 1985), hráč ledního hokeje
- Remo Schulze (* 1988), herec
- Nil Petersen (* 1988), fotbalista

## Čestní občané města
- 1833: August Wilhelm Stiehler, vládní a policejní rada
- 1836: Hübener (jméno není známo), vyšší úředník
- 1871: Gustav Eduard von Hindersin, generál císařova hlavního stanu
- 1887: Adolf Friederich, zdravotní rada
- 1863: Arnold Forcke, lékárník, daroval městu roku 1891 pozemky k zřízení výchovného ústavu pro zanedbané děti
- Adolf Hitler (1991 oficiálně zrušeno)
- 1977: Otto Gerlach, dělnický veterán
- 1985: Werner Toerne, 1. tajemník vedení SED

## Partnerská města

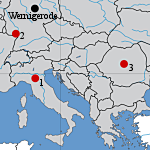
partnerská města, 1 – Carpi, 2 – Neusttadt, 3 – Cisnadie

Wernigerode udržuje partnerství s následujícími městy:
- Carpi, Itálie, od roku 1964, tato partnerská smlouva byla na základě nové politické situace obsahově obnovena roku 1991
- Cisnadie, Rumunsko, 2002, toto partnerství má pomoci lidem v Sedmihradsku především v otázkách integrace do EU. Hodná zmínky je akce Weihnachten im Schuhkarton, která se koná ve všech částech světa.
- Neustadt an der Weinstraße, Porýní-Falc, Německo, 1989, každoročně se koná svátek vína a piva (Weinfest a Bierfest), Neustadtský Weinfest ve Wernigerode a Wernigerodský Bierfest v Neustadtu, jako příklad kulturní výměny mezi oběma městy